# Kitsai
El kitsai (també kichai) és un membre extint de la família de les llengües caddo. Era parlat a Oklahoma pels kitsais i es va extingir en la dècada del 1930. Es creu que és el que podria estar més estretament relacionat amb el pawnee. Els Kichai avui formen part de la tribu reconeguda federalment Wichita i Tribus Afiliades (Wichita, Keechi), waco i tawakoni), amb seu a Anadarko, Oklahoma.

## Documentació
El kitsai és documentat en les notes de camp en la seva majoria inèdites de l'antropòleg Alexander Lesser, de la Universitat Hofstra. Lesser va descobrir cinc parlants de kitsai en 1928-1929. Cap d'ells parlava anglès però treballà amb traductors bilingües anglès-wichita i va omplir 41 llibres de notes amb material kitsai.
Kai Kai fou la darrera parlant materna de kitsai. Va néixer pel 1849 i vivia 80 milles al nord d'Anadarko. Kai Kai treballà amb Lesser recollint vocabulari i història oral i preparant una gramàtica de la llengua.
En la dècada de 1960, Lesser va compartir els seus materials amb Salvador Bucca de la Universitat Nacional de Buenos Aires, i es publicaren articles acadèmics sobre el kitsai.

## Vocabulari
Algunes paraules kitsai inclouen les següents
- Ós: Wari:ni
- Blat de moro: Kotay
- Coiot: 'Taxko
- Herba: A'tsi'u
- Home: Wí:ta
- Batata: 'Ihts
- Blanc: Kaxtsnu
- Vent: Ho'tonu
- Dona: Tsakwákt

## bibliografia
- Sturtevant, William C., general editor, and Raymond D. Fogelson, volume editor. Handbook of North American Indians: Southeast. Volume 14. Washington DC: Smithsonian Institution, 2004. ISBN 0-16-072300-0.